# Alekséi Ulánov
Alekséi Ulánov (Moscú; 4 de noviembre de 1947) es un patinador artístico sobre hielo ruso retirado, ganador de cuatro campeonatos mundiales en la modalidad de parejas, entre los años 1969 y 1972. También ganó la medalla de oro en los Juegos Olímpicos de Sapporo 1972.
Ulanov competía junto a Irina Rodniná.

## Galería

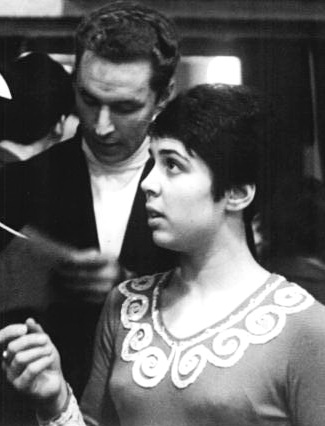
Ulanov con Rodniná en 1970
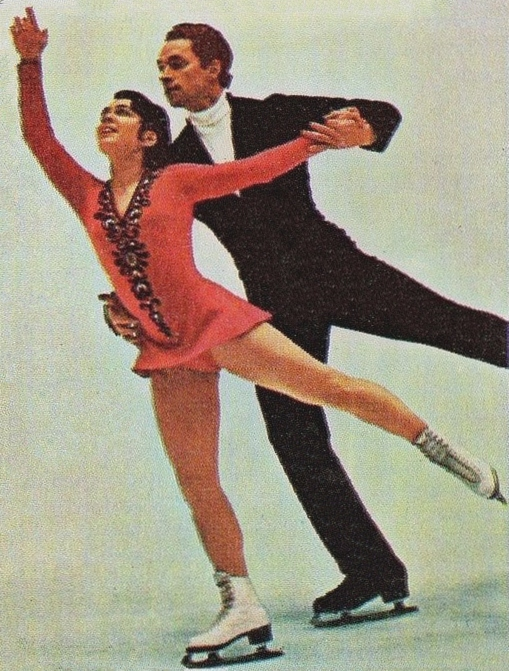
Ulanov con Rodniná en 1972